# Mărăcineni (Buzău)
Mărăcineni is een Roemeense gemeente in het district Buzău.
Mărăcineni telt 7901 inwoners.